# Ernst Friedheim
Ernst Friedheim (Zúrich, 17 de octubre de 1899-Manhattan, Nueva York, 31 de mayo de 1989) fue un médico patólogo estadounidense de origen suizo especializado en enfermedades tropicales. 
En 1949, descubrió la vacuna contra la tripanosomiasis africana (conocida vulgarmente como la enfermedad del sueño), que salvó las vidas de tres millones de personas. Friedheim empezó a estudiar en 1941 a los enfermos afectados por el parásitoTrypanosoma brucei, dejada por la mosca tsetse, aplicando el uso del Pentamidine para tratar las primeras etapas de la enfermedad.